# Mira-Bhayandar
Mira-Bhayandar es una ciudad y municipio situada en el distrito de Thane en el estado de Maharashtra (India). Su población es de 809378 habitantes (2011). Se encuentra a 11 km de Thane y a 41 km de Bombay, de cuya área metropolitana forma parte.

## Demografía
Según el censo de 2011 la población de Mira-Bhayandar era de 809378 habitantes, de los cuales 429260 eran hombres y 380118 eran mujeres. Mira-Bhayandar tiene una tasa media de alfabetización del 90,98%, superior a la media estatal del 82,34%: la alfabetización masculina es del 93,09%, y la alfabetización femenina del 88,59%.